# Crenularia
Crenularia là một chi bướm đêm thuộc họ Erebidae.